# 富士川町 (静岡県)
富士川町（ふじかわちょう）は、静岡県の中部に位置していた、庵原郡の町である。2008年（平成20年）11月1日、富士市に編入合併した。
静岡県中部地方に位置していたが、その東端だったため、生活・経済圏は隣接地域である静岡県東部地方に位置する富士市、富士宮市、芝川町の岳南地域との関わりが深かった。
電力の周波数や電力会社は富士市の大半で供給されている50Hz・東京電力（現・東京電力パワーグリッド）ではなく60Hz・中部電力（現・中部電力パワーグリッド）であった。このため現在の富士市は50Hz・東京電力地域と60Hz・中部電力地域が混在している。

## 地理
- 河川：富士川

### 隣接していた自治体・行政区
- 静岡市（清水区）
- 富士市
- 富士宮市
- 庵原郡由比町
- 富士郡芝川町

## 交通

### 鉄道路線
- 東海旅客鉄道
  - 東海道本線：富士川駅
  - 東海道新幹線：駅はなく通過のみ

### 高速道路
- 東名高速道路：富士川SA（スマートIC上下線出入り口）
- 新東名高速道路：インターチェンジはない

### 道路
- 一般国道
  - 国道1号（当時。現在は静岡県道396号富士由比線に格下げ）

### 旧街道
- 東海道

### バス
- 富士急静岡バス（鷹岡営業所管内）
- 山梨交通（静岡営業所管内、当町廃止時は山交タウンコーチに分社）

## 名所・旧跡・観光スポット

### 文化財
- 名勝
  - はたご池
- 史跡
  - 旧東海道岩淵の一里塚（県指定）
  - 渡船上り場常夜灯
- 建造物
  - 古谿荘（重要文化財）
  - 旧小休本陣常盤家（国の登録有形文化財）
  - 富士川町立歴史民俗資料館

### 観光・名所
- 富士川楽座(静岡県道・山梨県道10号富士川身延線上にある道の駅・東名高速道路富士川SAに併設)
- 野田山健康緑地公園
- 野田山ハイキングコース
- 東海自然遊歩道

## 歴史

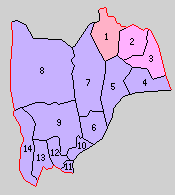
庵原地域の町村制施行時の町村。3が富士川村。(2.松野村)

- 1889年（明治22年）4月1日 - 木島・岩淵・中之郷の3村が富士川村、南松野・北松野の2村が松野村になる。
- 1901年（明治34年）1月25日 - 富士川村が町制施行、富士川町になる。
- 1957年（昭和32年）4月1日 - 松野村を編入合併。
- 2008年（平成20年）11月1日 - 富士市に編入合併。

## 祭事・イベント
- 岩淵八坂神社祇園祭（7月）
- 新豊院大観音祭（3月）、三尊祭（10月）
- 川カンジー（8月 北松野の大北地区にて行われる）
- 投げ松明（8月 木島にて行われる）
  - 他にも各地域の不動尊、神社などの祭事が多数行われている。
- 富士川夏まつり（8月）
- 富士川キウイマラソン（11月）

## 名産品
- キウイフルーツ
- キウイフルーツワイン
- みかん

## 教育
- 保育園
  - 町立岩淵保育園
  - 町立松千代保育園
- 幼稚園
  - 町立第一幼稚園
  - 町立第二幼稚園→廃校
  - 私立さくら台幼稚園
- 小学校
  - 町立第一小学校
  - 町立第二小学校→富士市立富士川第二小学校→2022年：松野学園（小中一貫）
- 中学校
  - 町立第一中学校
  - 町立第二中学校→富士市立富士川第二中学校→2022年：松野学園（小中一貫）
- 専門学校
  - 共立駿河看護専門学校→2012年4月5日に「JA静岡厚生連するが看護専門学校」に名称を変更。
- その他
  - かつて、1982年4月を予定として中之郷大平4110あたりに富士ソフィア女学院短期大学が設置される予定もあったが、実現されなかった。

## 芸術文化施設

### ホール
- 富士川町中央公民館

### スポーツ施設
- 富士川町総合体育館

## 出身有名人
- 角替和枝（出身は富士市だが、生まれは富士川町である）
- 若月佑美（乃木坂46元メンバー）[1]
- 田中健（衆議院議員）

## その他
- 合併前から富士川町と富士市は、同じ富士MAであった（市外局番は「0545」）。
- 庵原郡三町（由比町、蒲原町、富士川町）で合併交渉が行われてきたが、富士地区との繋がりの深い富士川町がまず離脱した。その後、蒲原町は静岡市との合併・由比町は当面単独の道を選んだ。また、富士市で行われた市民アンケートによると、富士川町との合併をおおむね受け入れているようである（富士川町との合併を検討すべき50.5%、どちらかといえば検討すべき35.2%）。合併した事により、 今後一層、富士地区との結びつきが強まると考えられる。
- 2008年（平成20年）3月31日に蒲原警察署が閉署し、清水警察署蒲原分庁舎へ移行したのに伴い、富士市との合併に先行する形で、4月1日から富士警察署に管轄が変更された。
- 消防組織は2008年10月31日まで庵原地区消防組合が管轄していたが、翌11月1日より富士市消防本部富士西消防署富士川分署（第一と第二）として編入された。施設は解体・新設せずに庵原地区消防組合時代のものを引き継いで使用している。消防団は第1分団（中之郷地区）・第2分団（岩渕地区）・第3分団（木島地区）・第4分団（南松野地区）・第5分団（北松野地区）の各分団があったが、富士市との合併により、それぞれ第27分団・第28分団・第29分団・第30分団・第31分団に名称を変更している。
- 2010年（平成22年）3月8日に静岡県と隣接する山梨県で、増穂町と鰍沢町の合併により当町と同名の富士川町が発足したが、当町の富士市への編入合併の2年後のことであり、両町が同時に存在したことはない。
- 東海道新幹線富士川橋付近は富士山の撮影ポイントとして知られている。
- 衆議院の選挙区割りは4区となる。